# Efthymis Filippou
Efthymis Filippou auch Efthimis Filippou (griechisch Ευθύμης Φιλίππου; * 18. Januar 1977 in Acharnes) ist ein griechischer Drehbuchautor, der für seine Zusammenarbeit mit Giorgos Lanthimos bekannt ist. Er war Gewinner des „Golden-Osella“-Preises für das Beste Drehbuch bei den Internationalen Filmfestspielen von Venedig 2011. Den Preis teilte er sich mit Giorgos Lanthimos. 2016 wurde er eingeladen, ein Mitglied der Academy of Motion Picture Arts and Sciences zu werden.
Bei den 89th Academy Awards wurde er für den Film The Lobster gemeinsam mit Giorgos Lanthimos für den Oscar für das beste Originaldrehbuch nominiert.

## Filmografie
| Jahr | Titel                        | Bemerkung                       | Preise und Nominierungen |
| ---- | ---------------------------- | ------------------------------- | --- |
| 2009 | Dogtooth                     | Koautor                         | Hellenic Film Academy Award für das beste Drehbuch |
| 2011 | Alpen                        | Koautor                         | Golden Osella |
| 2012 | L                            | Koautor                         | |
| 2015 | The Lobster                  | Koautor (als Efthimis Filippou) | Cannes Film Festival – Preis der Jury European Film Award als bester Drehbuchautor Online Film Critics Society Award für den besten nicht US-amerikanischen Film Ausstehend – Academy Award für das beste Originaldrehbuch Nominiert – BAFTA Award for Outstanding British Film Nominiert – Belgian Film Critics Association – Grand Prix Nominiert – BIFA Award for Best British Independent Film Nominiert – BIFA Award für den besten Produzenten Nominiert – BIFA Award für das beste Drehbuch Nominiert – BIFA Award als Produzent des Jahres Nominiert – European Film Award für den besten Film Nominiert – European Film Award für den besten Regisseur Nominiert – Evening Standard British Film Award für den besten Film Nominiert – London Film Critics’ Circle Award for British / Irischer Film des Jahres |
| 2015 | Chevalier                    | Koautor                         | Hellenic Film Academy Award für das beste Drehbuch |
| 2017 | The Killing of a Sacred Deer | Koautor                         | Cannes Film Festival – Bestes Drehbuch |
| 2024 | Kinds of Kindness            | Koautor                         | |